# Pardubice (vùng)

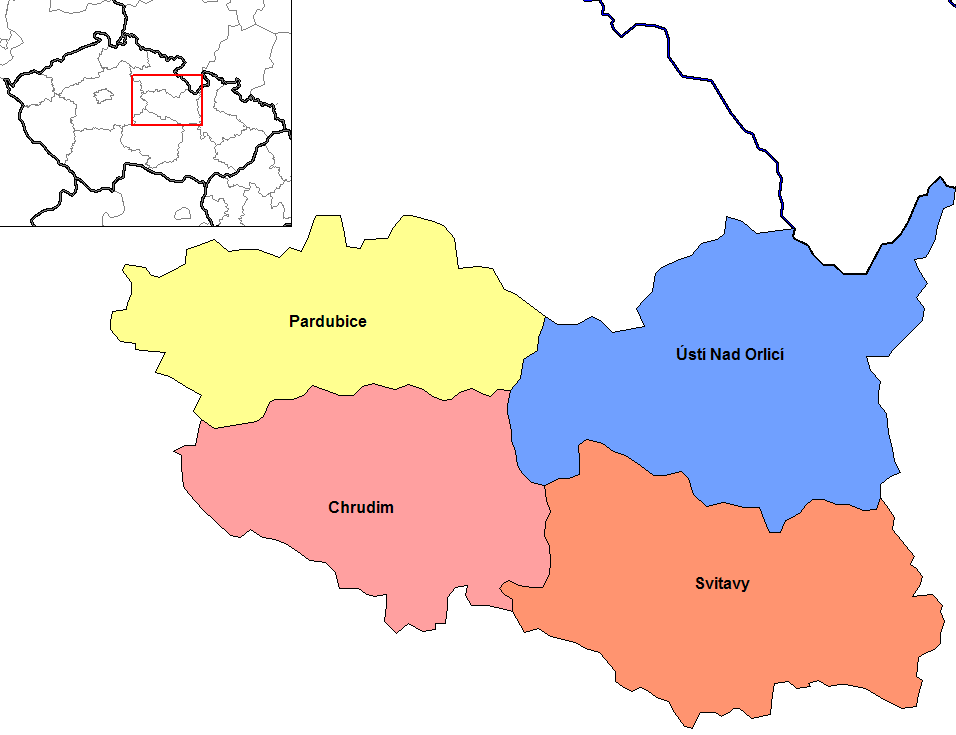
Quận của vùng Pardubice

Vùng Pardubice (tiếng Séc: Pardubický kraj; tiếng Ba Lan: Kraj pardubicki) là một vùng của Cộng hòa Séc, ở phía đông vùng lịch sử Bohemia với một phần nhỏ ở tây bắc Moravia. Vùng này được đặt tên theo thủ phủ vùng. Vùng Pardubice có dân số là 520.382 người (thời điểm tháng 3 năm 2011), diện tích là 4.519 km². Thủ phủ vùng đóng tại thành phố Pardubice. Vùng có 452 khu tự quản, trong đó có 26 khu tự quản có quyền rộng rãi, 32 khu tự quản là thị xã hoặc thị trấn.
Điểm cao nhất nằm ở Králický Sněžník có độ cao 1.424 mét (4.672 ft)

## Thành phố và thị xã
- Pardubice
- Česká Třebová
- Chrudim
- Holice
- Hlinsko
- Králíky
- Lanškroun
- Litomyšl
- Moravská Třebová
- Polička
- Přelouč
- Svitavy
- Ústí nad Orlicí
- Vysoké Mýto
- Žamberk